# Archiborescence

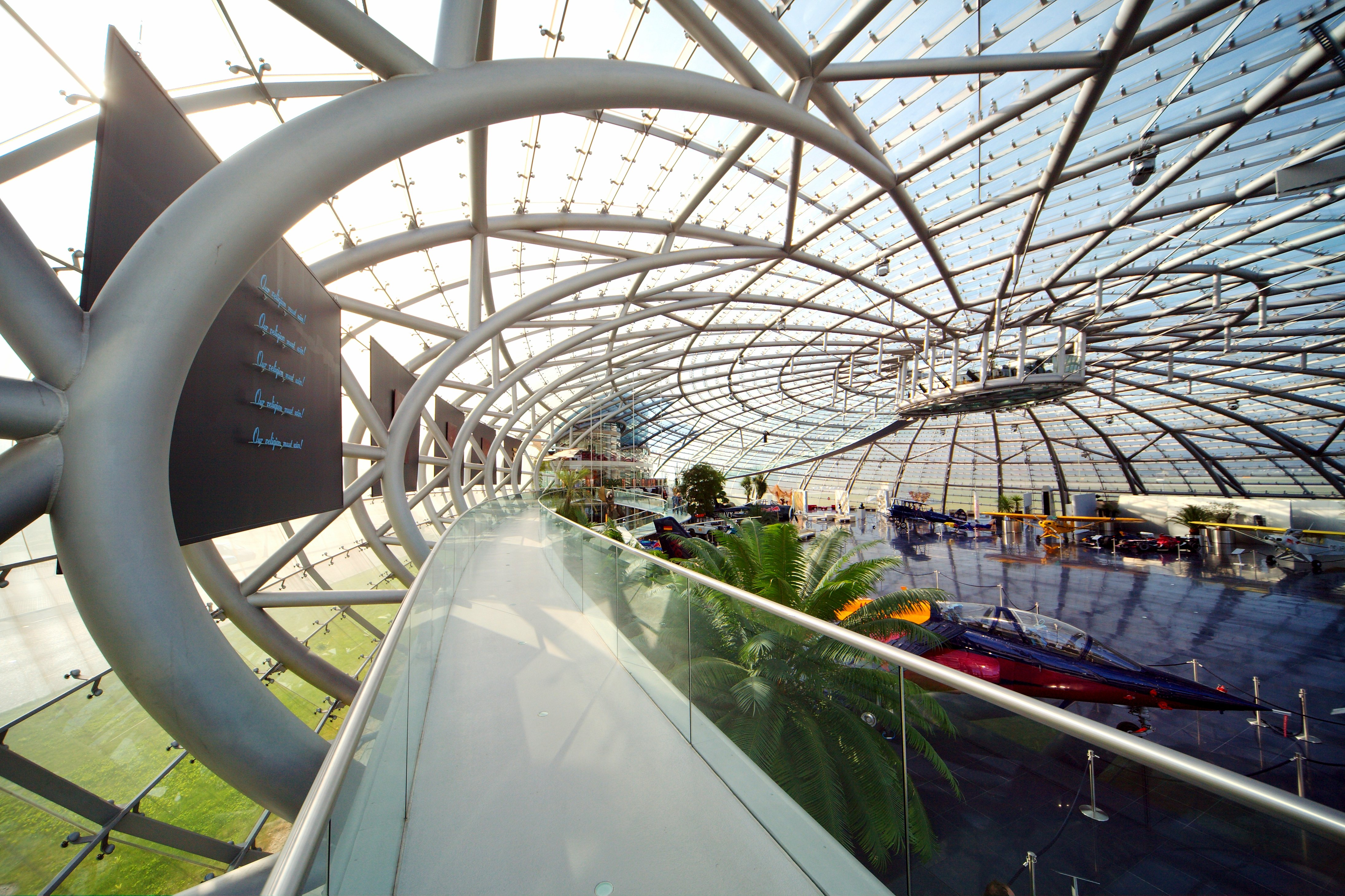
De nombreux architectes contemporains s'inspirent de formes, structures et proportions existant dans la nature, produisant une architecture parfois aussi dite « organique ». Ce bâtiment (Hangar-7 à l'aéroport de Salzbourg) a des lignes courbes évoquant plus le squelette de l'oursin que l'architectonique grecque classique.

 (septembre 2020).
Si vous disposez d'ouvrages ou d'articles de référence ou si vous connaissez des sites web de qualité traitant du thème abordé ici, merci de compléter l'article en donnant les références utiles à sa vérifiabilité et en les liant à la section « Notes et références ».
L'archiborescence: néologisme, mot-valise construit avec « architecture » et « arborescence ». Il est utilisé ici pour nommer l’architecture qui utilise principalement comme inspiration toutes formes d’organismes vivants.

## Exposition
« Vegetal City » est une exposition sur l'archiborescence. Elle s'est déroulée aux musées royaux d'Art et d'Histoire de Bruxelles en Belgique du 3 avril 2009 au 31 août 2009.